# Karl Schlierf

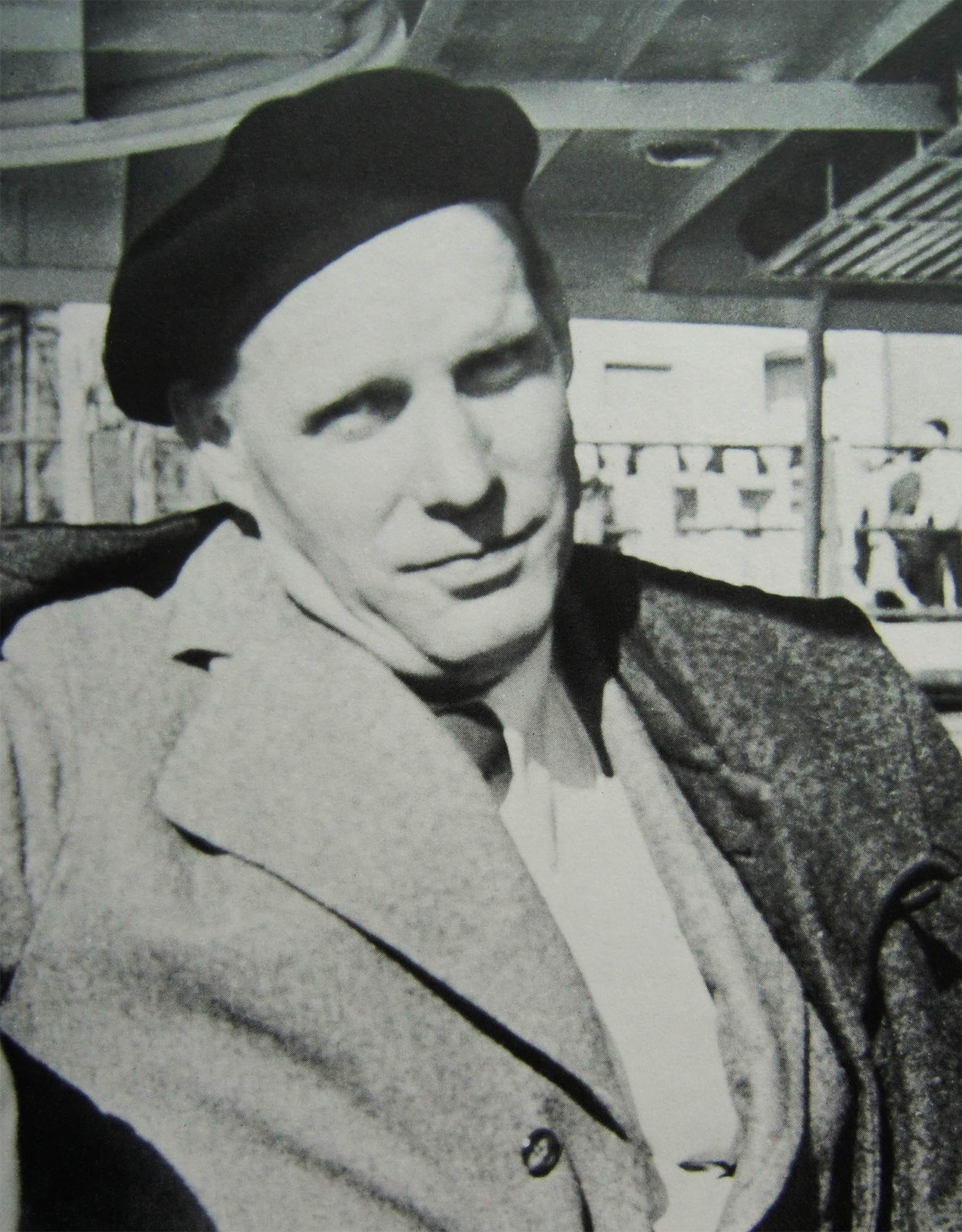
Karl Schlierf

Karl Schlierf (* 3. Mai 1902 in Memmingen; † 9. Februar 1990 in Nördlingen) war ein deutscher Lithograf, Grafiker und Maler.

## Leben
Karl Schlierf wurde 1902 in Memmingen geboren. Mit seinen Eltern zog er 1912 nach Nördlingen. Sein Vater sorgte dafür, dass Schlierf zuerst den Beruf des Eisenbahners erlernte.
Wichtige Lehrjahre verbrachte er bei dem Maler Dickreiter in Würzburg (1936), später bei Frey-Moock in Zürich (1936–1939), Toni Binder in Wien (1942–1944) und Max Rankl in Kempten (1953). Die Kriegszeiten verschlugen Schlierf berufsbedingt nach Westpreußen. Stationiert in Bromberg stellte er dort erstmals zusammen mit anderen westpreußischen Malern aus. Die Nachkriegszeit führte Schlierf ins Allgäu und zum Bodensee. In Kempten fand er seine Frau Lucie. 1952 wurde Schlierf in Kempten Mitglied des Berufsverbandes Bildender Künstler Schwaben-Süd. Seit 1954 stellte Schlierf regelmäßig bei der Schwäbischen Kunstausstellung in Augsburg aus.
Zunächst vor allem der Grafik und der Lithografie verpflichtet, arbeitete Schlierf später zunehmend in Öl, Tempera und Aquarell. Seine bevorzugten Themengebiete waren die Landschaft, die Architektur sowie das Stillleben.
Ab 1948 war Schlierf an Kunstausstellungen in Nördlingen wie den Rieser Kulturtagen beteiligt.
In seinen reiferen Jahren fühlte sich Karl Schlierf in steigendem Maße Nördlingen, der Stadt seiner Jugend, verbunden. In dieser Zeit beschäftigte er sich intensiv mit der ehemals Freien Reichsstadt und der Landschaft des Rieskraters.
Ab 1969 trat Schlierf mit Publikationen an die Öffentlichkeit. Dazu zählen neben Kalendern auch Bücher über die Stadt Nördlingen und das Ries.
Karl Schlierf wurde 1990 auf dem alten Friedhof in Nördlingen beerdigt.

## Auszeichnungen

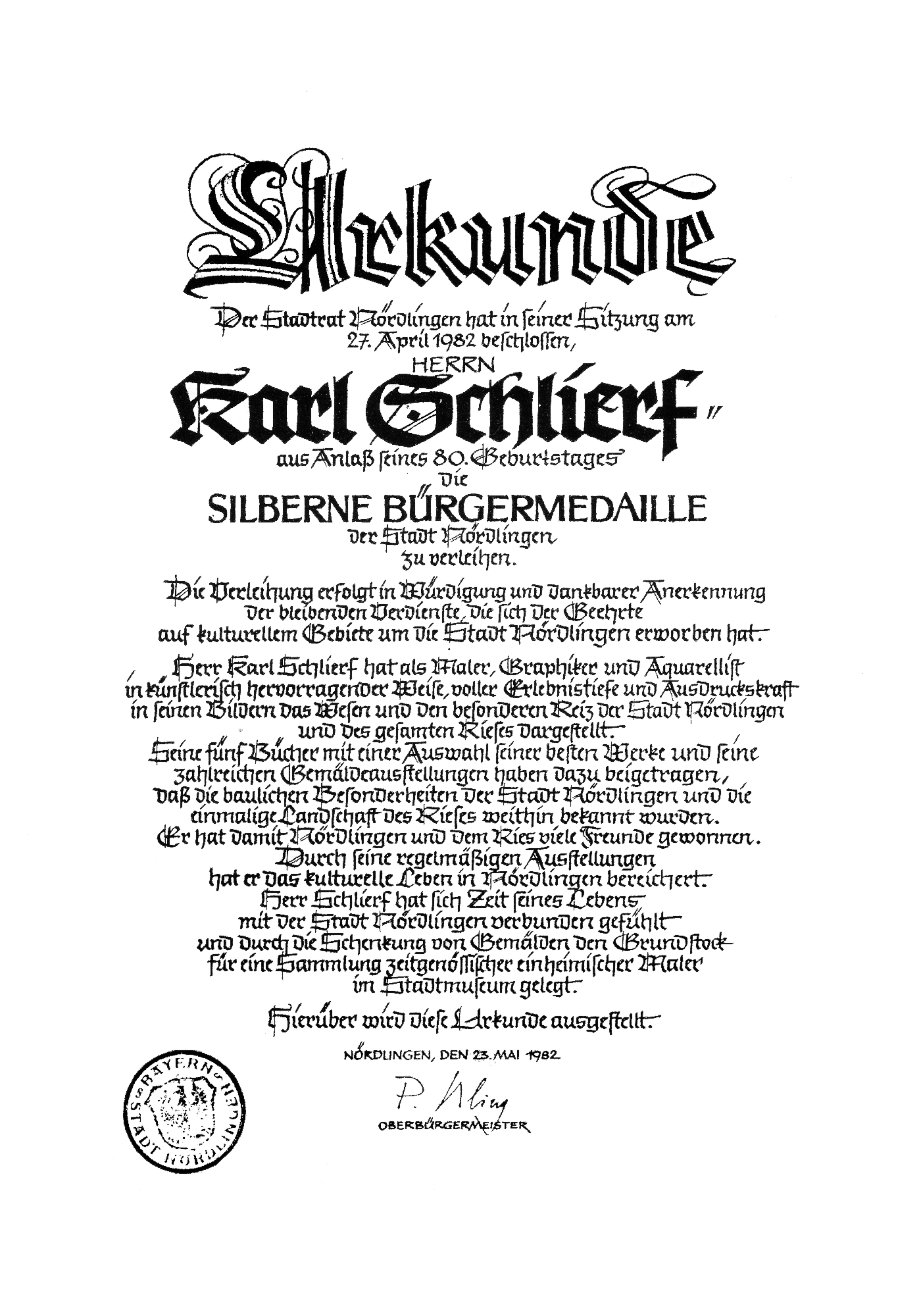
Urkunde zur Silbernen Bürgermedaille

1982 wurde Karl Schlierf zu seinem 80. Geburtstag die silberne Bürgermedaille der Stadt Nördlingen verliehen.

Ihm zu Ehren wurde nach seinem Tod der neu geschaffene Platz vor der Nördlinger Stadtbücherei Karl-Schlierf-Platz benannt.

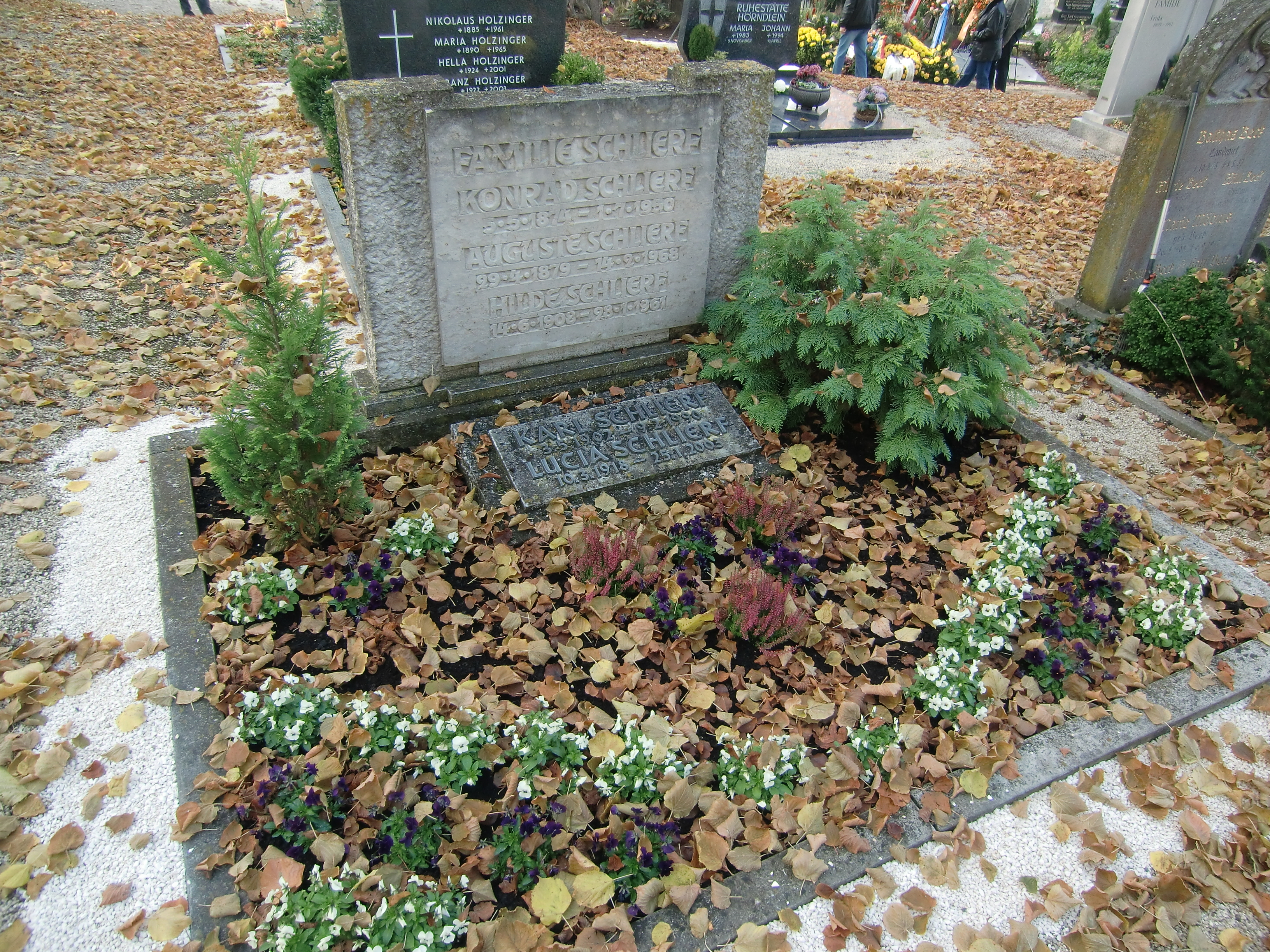
Grabstätte

## Publikationen
- 1969–75: Kemptener Drucke (Litho und Farblitho)
- 1969: Mappe „Nördlingen“ mit 13 Lithographien
- 1970: Lithographien „Wallerstein“ aus fürstlichem Besitz
- 1975: Des Glücks, in dieser Stadt zu leben: Der Kunstkalender Nördlingen 1976
- 1976: Malerisches Ries: Zeichn., Lithograph. u. Farbbilder
- 1977: 650 Jahre Stadtmauer Nördlingen: Bilder u. Zeichnungen zur 650-Jahrfeier am 17. Sept. 1977
- 1978: Nördlingen. Ein Maler führt durch die Altstadt
- 1980: Nördlingen. Porträt einer mittelalterlichen Stadt in Tempera, Öl und Aquarell
- 1981: Malerisches Dinkelsbühl: Eine Mappe mit 6 Aquarellen mit Motiven aus Dinkelsbühl
- 1982: Immerwährender Geburtstagskalender: für die drei tausendjährigen Städte Nördlingen, Dinkelsbühl und Rothenburg
- 1982: Das Ries im Herzen Europas
- 1986: Alte Kunst im Ries

## Angewandte Techniken
Von Karl Schlierf wurden Kunstwerke in den unterschiedlichsten Techniken gefertigt. Darunter waren Öl, Mischtechnik, Tempera, Aquarell, Monotypie, Radierung, Kaltnadel- und Ätzradierung, Lithographie, Farblithographie, Linolschnitt, Rötel, Kohle, Tusche und Ölkreide.